# Dolerus nigratus
Dolerus nigratus é uma espécie de insetos himenópteros, mais especificamente de moscas-serra pertencente à família Tenthredinidae.
A autoridade científica da espécie é O. F. Muller, tendo sido descrita no ano de 1776.
Trata-se de uma espécie presente no território português.